# Pedro de Basaldúa
Pedro de Basaldúa Ibarmia (Baracaldo, 15 de abril de 1906 - Buenos Aires, 1985) fue un escritor, periodista y político español.

## Biografía
Nació en la localidad vizcaína de Baracaldo. Trabajó para los periódicos La Ribera, El Galindo y Jagi-Jagi. Esta última colaboración le llevó a prisión. Asimismo, perteneció al consejo político del diario Euzkadi y a la comisión de propaganda del Partido Nacionalista Vasco. También trabajó, en funciones propagandísticas, para el sindicato Solidaridad de Trabajadores Vascos.
El Bizkai Buru Batzar —la ejecutiva vizcaína del Partido Nacionalista Vasco— lo destinó al Gobierno Civil una vez comenzada la Guerra Civil, donde trabajó codo con codo con Heliodoro de la Torre y José Luis Irisarri. Trabajó para la revista Gudari y, apresado su director, Esteban Urkiaga, le remplazó en el puesto.
Fue secretario del lendakari José Antonio Aguirre. En nombre del Gobierno Vasco en el exilio, acudió a Chile para asistir a la toma de posesión de Salvador Allende como presidente. Trabajó para Aguirre hasta el año 1949.
Fue uno de los fundadores del Instituto de Estudios Vascos y dirigió el Eusko Deya. Asimismo, perteneció a la Sociedad Argentina de Escritores.
Falleció en la capital argentina en 1985.

## Obra
Escribió los siguientes libros, todos ellos en castellano:
- Sangre en la mina (1937)
- El dolor de Euskadi (1937)
- Con los alemanes en París (1943)
- Ignacio de Loyola y Francisco Xabier (1946)
- En España sale el Sol (1946)
- El Estatuto Vasco y la República Española (1952)
- El libertador vasco, Sabino de Arana Goiri (1953)
- Jesús de Galíndez (1956)